# Slave Hack
Slave Hack is een hacking-simulatiespel dat geheel online gespeeld wordt in een browser. Slave Hack (meestal afgekort tot SH) werd ontwikkeld door M2H.
Eerst krijgt de speler een IP-nummer en een computer toegewezen. Alle andere spelers hebben ook een uniek IP-nummer gekregen. Om verder in het spel te komen moet de speler verschillende servers hacken om er bestanden of informatie vanaf te halen. Hoe verder het spel vordert, hoe geavanceerder de firewalls worden. Om dit te omzeilen zijn er zogenaamde waterwalls beschikbaar in het spel. Deze kunnen eenvoudig gedownload worden van een server waarvan de speler al aan het begin van het spel het wachtwoord heeft gekregen. Daarnaast krijgt hij ook toegang tot een wachtwoordkraker, een spamvirus en een marketing mailer, die nader worden uitgelegd. Met een waterwall komen weer andere servers beschikbaar en alle bestanden hierop.
Bij het inloggen, downloaden en andere zaken worden de IP's van de spelers opgeslagen in een logboek. Dit is een tekstbestand op de server dat bijhoudt wat er gebeurt en wie daarvoor verantwoordelijk is. Het is de taak van de speler om ervoor te zorgen dat niemand achter zijn IP-adres komt, want dan kunnen andere spelers hem hacken, net zoals hijzelf andere spelers kan hacken wanneer hij hun IP-adres achterhaalt. De wachtwoordkraker, het virus en marketing mailer komen hierbij kijken.
Wanneer de speler het IP-adres van een ander invoert op de internetpagina in het spel komt hij op de computer van die ander terecht. Wanneer hij vervolgens op login klikt, gaat hij naar een scherm waar hij het wachtwoord kan kraken mocht hij dit nog niet hebben. Het kraken van het wachtwoord gebeurt met de wachtwoordkraker.
Zodra de speler het wachtwoord heeft, kan hij inloggen op deze virtuele pc van een andere (echte) speler en daar een spamvirus naartoe zenden en installeren. Met het spamvirus kan virtueel geld worden verdiend, dat gebruikt kan worden om hardware-upgrades te kopen voor de virtuele computer, zodat deze sneller wordt en minder tijd nodig heeft om bijvoorbeeld wachtwoorden te kraken.